# Gymnastiek op de Olympische Zomerspelen 2024 – Ringen mannen
De ringen voor de mannen op de Olympische Zomerspelen 2024 in Parijs vond plaats op 27 juli (kwalificatie) en op 4 augustus (finale). Liu Yang won met 15.300 de Olympische medaille het zilver was voor de Chinees Zou Jingyuan, De Griekse turner en de Griek Eleftherios Petrounias behaalde de bronzen medaille. 

## Format
Alle deelnemende turnsters moesten een kwalificatie-oefening turnen. De beste acht deelnemers gingen door naar de finale. Echter mochten er maximaal twee deelnemers per land in de finale komen. De scores van de kwalificatie werden bij de finale gewist, en alleen de scores die in de finale gehaald werden, telden.

## Uitslag
- D-score; de moeilijkheidsgraad van de oefening
- E-score; de uitvoeringsscore van de oefening
- Straf; straffen die zijn gegeven door de jury
- Totaal; D-score + E-score - straf geeft de totaalscore

### Kwalificatie
| Rang | Gymnast                | Gymnast | D-score | E-score | Straf | Totaal |    |
| ---- | ---------------------- | ------- | ------- | ------- | ----- | ------ | -- |
| 1    | Zou Jingyuan           | CHN     | 6.400   | 8.900   |       | 15.300 | Q  |
| 2    | Liu Yang               | CHN     | 6.4     | 8.833   |       | 15.233 | Q  |
| 3    | Samir Aït Saïd         | FRA     | 6.1     | 8.866   |       | 14.966 | Q  |
| 4    | Glen Cuyle             | BEL     | 6.3     | 8.600   |       | 14.900 | Q  |
| 5    | Adem Asil              | TUR     | 6.4     | 8.466   |       | 14.866 | Q  |
| 6    | Eleftherios Petrounias | GRE     | 6.3     | 8.500   |       | 14.800 | Q  |
| 7    | Vahagn Davtyan         | ARM     | 6.0     | 8.733   |       | 14.733 | Q  |
| 8    | Harry Hepworth         | GBR     | 6.1     | 8.600   |       | 14.700 | Q  |
| 9    | Zhang Boheng           | CHN     | 6.0     | 8.666   |       | 14.666 | –  |
| 10   | Asher Hong             | USA     | 6.0     | 8.633   |       | 14.633 | R1 |
| 11   | İbrahim Çolak          | TUR     | 5.9     | 8.633   |       | 14.533 | R2 |
| 12   | Tanigawa Wataru        | JPN     | 6.0     | 8.466   |       | 14.466 | R3 |

Reserve
- Asher Hong  ITA
- İbrahim Çolak  TUR
- Tanigawa Wataru  JPN
- Slechts twee gymnasten per land mogen door naar de finale. Er werden geen gymnasten uitgesloten van de finale vanwege het quotum, hoewel de chinees Zhang Boheng werd uitgesloten als reserve vanwege deze twee-per-land-regel.

### Finale
| Rang   | Gymnast                | Gymnast | D-score | E-score | Straf | Totaal |
| ------ | ---------------------- | ------- | ------- | ------- | ----- | ------ |
| Goud   | Liu Yang               | CHN     | 6.4     | 8.900   |       | 15.300 |
| Zilver | Zou Jingyuan           | CHN     | 6.6     | 8.833   |       | 15.233 |
| Brons  | Eleftherios Petrounias | GRE     | 6.3     | 8.800   |       | 15.100 |
| 4      | Samir Aït Saïd         | FRA     | 6.4     | 8.900   |       | 15.000 |
| 5      | Adem Asil              | TUR     | 6.4     | 8.566   |       | 14.966 |
| 6      | Vahagn Davtyan         | ARM     | 6.0     | 8.866   |       | 14.866 |
| 7      | Harry Hepworth         | GBR     | 6.1     | 8.700   |       | 14.800 |
| 8      | Glen Cuyle             | BEL     | 6.3     | 7.533   |       | 13.833 |

1896: Ioannis Mitropoulos ·
1904: Herman Glass ·
1924: Francesco Martino ·
1928: Leon Štukelj ·
1932: George Gulack ·
1936: Alois Hudec ·
1948: Karl Frei ·
1952: Grant Sjaginjan ·
1956: Albert Azarjan ·
1960: Albert Azarjan ·
1964: Takuji Hayata ·
1968: Akinori Nakayama ·
1972: Akinori Nakayama ·
1976: Nikolaj Andrianov ·
1980: Aleksandr Ditjatin ·
1984: Koji Gushiken, Li Ning ·
1988: Holger Behrendt, Dmitri Bilozertsjev ·
1992: Vitali Tsjerbo ·
1996: Jury Chechi ·
2000: Szilveszter Csollány ·
2004: Dimosthenis Tampakos ·
2008: Chen Yibing · 
2012: Arthur Zanetti · 
2016: Eleftherios Petrounias · 
2020: Liu Yang · 
2024: Liu Yang